# Anna Lyons
Anna Lyons, född 16 mars 1970, är en svensk skådespelerska.

## Biografi
Lyons gick på Teaterhögskolan i Malmö 1994–97, och var under tre år verksam i den fria teatergruppen Teater Bhopa, där hon var en drivande kraft. Hon är frilansande skådespelare och har bland annat spelat på Stockholms stadsteater, Uppsala stadsteater och Riksteatern. Bland de pjäser hon medverkat i märks bland andra Marie Persson Hedenius dramatisering av Maria Svelands Bitterfittan på Uppsala stadsteater 2007 (med gästspel på Pusterviksteatern i Göteborg och på Stockholms stadsteater), Malin Lagerlöfs Knutby på Uppsala stadsteater 2009, Mike Bartletts Kontraktet på Teater Tribunalen 2010 och i sin egen dramatisering av August Strindbergs novell Taklagsöl på Strindbergs Intima Teater 2011.
På film har hon haft mindre roller i Daniel Lind Lagerlöfs Miffo (2003) och Buss till Italien (2005) samt spelat i samma regissörs miniserie Mannen under trappan som sändes på Sveriges Television hösten 2009.

## Filmroller
- 2000 – Vi återkommer (kortfilm)
- 2001 – Confession – en doft av sanning (kortfilm)
- 2003 – Miffo
- 2005 – Buss till Italien
- 2008 – Janna & Liv
- 2009 – Mannen under trappan (miniserie)
- 2012 – Call Girl
- 2020 – Helt perfekt (TV-serie)

## Teater

### Roller (ej komplett)
| År   | Roll | Produktion                                           | Regi                           | Teater                   |
| ---- | ---- | ---------------------------------------------------- | ------------------------------ | ------------------------ |
| 1998 |      | Kvinnan som gifte sig med en kalkon Gunilla Boëthius | Yngve Sundén                   | Dalateatern              |
| 1999 |      | Horisonten är här Mats Kjelbye                       | Alexander Öberg Malin Stenberg | Teater Bhopa             |
| 2000 |      | Fågelöversten Hristo Boytchev                        | Johan Holmberg                 | Teater Bhopa             |
| 2009 |      | Knutby Malin Lagerlöf                                | Eva Dahlman                    | Uppsala stadsteater      |
| 2022 |      | Scener ur ett äktenskap Ingmar Bergman               | Franciska Löfgren              | Kulturhuset Stadsteatern |